# Wiktor Żłobicki
Wiktor Żłobicki – polski pedagog, doktor habilitowany nauk humanistycznych, profesor UWr w Instytucie Pedagogiki na Wydziale Nauk Historycznych i Pedagogicznych Uniwersytetu Wrocławskiego. Teoretyk i praktyk edukacji, autor blisko 100 publikacji naukowych, między innymi autorskich książek: Rodzice i nauczyciele w edukacji wczesnoszkolnej (Kraków 2000), Ukryty program w edukacji. Między niewiedzą a manipulacją (Kraków 2002), Edukacja holistyczna w podejściu Gestalt. O wspieraniu rozwoju osoby (Kraków 2008).

## Życiorys
26 czerwca 1996 r. obronił pracę doktorską Psychospołeczne uwarunkowania współdziałania rodziców i nauczycieli w klasach początkowych, 13 lipca 2010 r. habilitował się na podstawie pracy zatytułowanej Edukacja holistyczna w podejściu Gestalt. O wspieraniu rozwoju osoby. Jest emerytowanym profesorem Uniwersytetu Wrocławskiego, w Instytucie Pedagogiki kierował Zakładem Pedagogiki Ogólnej na Wydziale Nauk Historycznych i Pedagogicznych. Jest certyfikowanym psychoterapeutą, prowadzi psychoterapię indywidualną oraz terapię par i małżeństw. 